# Schistophila
Schistophila is een geslacht van vlinders van de familie tastermotten (Gelechiidae).

## Soorten
- S. fuscella Forbes, 1931
- S. laurocistella Chretien, 1899